# لعبة استراتيجية

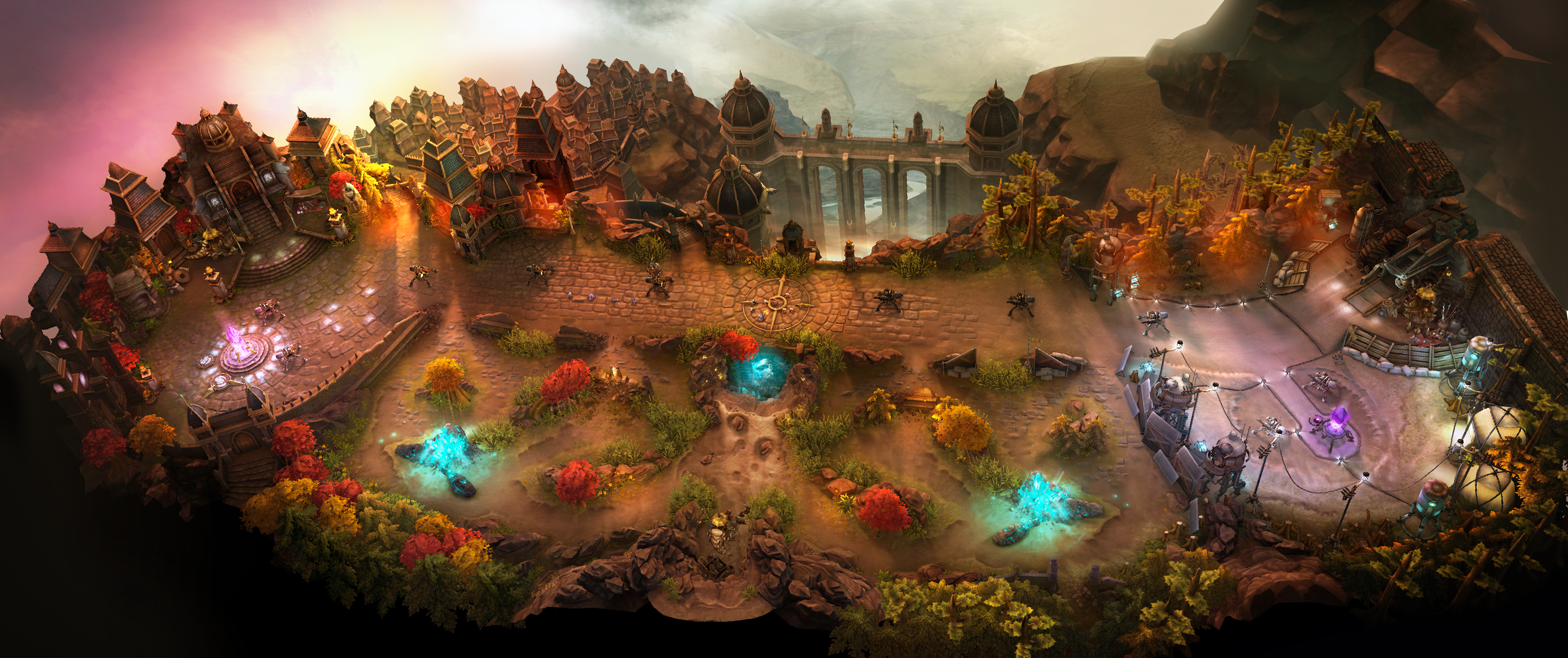
لعبة فاينغلوري هي إحدى ألعاب الاستراتيجية الحربية التي تعمل لنظام الهاتف المحمول

لعبة استراتيجية (بالإنجليزية: Strategy video game)‏، هي نوع من أنواع ألعاب الفيديو، والتي تعتمد على خطة استراتيجية لمواجهة الخصم مثل امتلاك السلاح أو السلاح المضاد، يفوز من يتمكن من انهاء اللعبه اما بقتل الملك أو بالاستسلام أو بالخنق أو بالتعادل.